# Кашеви-Тарновські
Кашеви-Тарновські (пол. Kaszewy Tarnowskie) — село в Польщі, у гміні Кшижанув Кутновського повіту Лодзинського воєводства.
Населення — 97 осіб (2011).
У 1975-1998 роках село належало до Плоцького воєводства.

## Демографія
Демографічна структура станом на 31 березня 2011 року:
|          | Загалом | Допрацездатний вік | Працездатний вік | Постпрацездатний вік |
| -------- | ------- | ------------------ | ---------------- | -------------------- |
| Чоловіки | 44      | 11                 | 32               | 1                    |
| Жінки    | 53      | 12                 | 29               | 12                   |
| Разом    | 97      | 23                 | 61               | 13                   |